# Maria Grazia Perini
Maria Grazia Perini (Milano, 12 ottobre 1945 – Triuggio, 11 marzo 2012) è stata una giornalista, fumettista e traduttrice italiana.
Ha diretto il Corriere dei Piccoli, Snoopy, Quattrozampe, Eureka, le collane librarie Rizzoli Junior e Milano Libri e coordinato tutte le testate Marvel edite dalla Editoriale Corno.

## Biografia

### Editoriale Corno
Dopo essersi diplomata in lingue, entra giovanissima nel mondo della carta stampata. Dopo una brevissima presenza nella redazione di Selezione Donna, rivista a periodicità annuale facente capo a Selezione dal Reader's Digest, collabora per qualche tempo con Ciao amici dedicando alcuni articoli a vari musicisti, per esempio a Cat Stevens, e nel settembre 1968 entra alla Editoriale Corno come redattrice ordinaria per seguire il coordinamento redazionale di molte testate del gruppo. Nello stesso periodo scrive la sceneggiatura di molti episodi di personaggi noir della casa editrice.
Nominata redattrice capo della rivista Eureka, fa approdare sulle pagine della testata autori come Bonvi con le Sturmtruppen, Giampaolo Chies con Virus Psyck, Pino Zac e moltissimi altri. In particolare, al personaggio Tommy Wack, di cui Maria Grazia Perini è anche traduttrice delle strisce, viene dedicata una pubblicazione mensile di cui Maria Grazia Perini diventa direttrice. Il mensile, oltre a presentare una serie di fumetti, tratta anche temi di politica, ecologia e attualità, con rubriche curate da giornalisti del Corriere della Sera e de Il Giorno, tra i quali Cesare Medail, Mario Luzzatto Fegiz e Maurizio Chierici. Il periodico però non incontrò le aspettative e terminò le pubblicazioni dopo nove numeri.
Oltre alle strisce di Tommy Wack, Maria Grazia Perini si occupa anche della traduzione di quelle di Andy Capp, nonché di recensioni di libri e film. 
Quando l'Editoriale Corno prende in mano per l'Italia le testate dei supereroi della Marvel Comics, a Maria Grazia Perini viene affidato il coordinamento editoriale di tutte le riviste, la traduzione di alcuni personaggi  (tra i quali l'Uomo Ragno, Devil, Thor) e la redazione delle pagine della posta, in particolare su 'Alan Ford'. Nel numero 77 di quest'ultima pubblicazione apparve un editoriale a firma  Perini che annunciava l'abbandono della testata da parte del disegnatore Magnus, intenzionato a dedicarsi alla realizzazione di fumetti per adulti; molti anni dopo la stessa Perini sostenne che tale editoriale non era in realtà attribuibile a lei  .
Nel 1974 propone la realizzazione della prima rivista italiana dedicata all'horror, Il Corriere della Paura e l'editore Andrea Corno le affida la direzione responsabile. La rivista si caratterizza per alcune scelte particolari, in particolare per il formato più grande e la scelta del bianco e nero. Seguono, con la medesima formula editoriale, il mensile Shang-Chi Maestro del Kung Fu e Dracula.
Nel 1975 vince il premio dell'ANAF (Associazione Nazionale Amici del Fumetto) "per l'impulso dato alla Editoriale Corno con il suo apporto di idee, esperienza ed entusiasmo".
Nel frattempo si diploma alla scuola per interpreti Haut Institut d'Interpretariat di Milano.

### Rizzoli
Passata nel 1978 alla Rizzoli, con la qualifica di direttore editoriale si occupa dell'allora nuova collana Rizzoli Junior, dedicata alla letteratura per bambini e ragazzi, e della produzione libraria della Milano Libri. 
Nel 1981, poco dopo la fusione tra Rizzoli e Il Corriere della Sera, le viene offerta la posizione di marketing manager di alcune testate periodiche del gruppo:  Corriere dei Piccoli, Brava, Insieme, Corrier Boy Music, Astra. L'incarico primario è quello di rilanciare il Corriere dei Piccoli, impresa che le riesce tanto che nel 1987 l'azienda le affida la direzione sia del settimanale sia del mensile Snoopy, mensile della Milano Libri anch'esso in fase di rilancio.
Al Corriere dei Piccoli apporta cambiamenti radicali, eliminando quasi del tutto i fumetti tratti dai cartoni animati giapponesi, dando spazio ad autori italiani emergenti e creando una serie intitolata Gino, ovvero l'etologia spiegata ai bambini che incontra il favore del pubblico, e arrivando infine a far cambiare il titolo della testata, ribattezzata Corrierino. Tutto ciò, tuttavia, non basta: nel 1995 il Corriere dei Piccoli cessa le pubblicazioni. 
Fa realizzare la versione a fumetti de I promessi Sposi, la vita di Cristoforo Colombo, quella di Mozart, le avventure a fumetti di Fantozzi e tocca temi di attualità: con la Guerra del Golfo interpella Igor Man, il famoso giornalista de La Stampa e lo incarica di spiegare ai bambini, in quattro puntate, i motivi per i quali si è giunti a questa tragica esperienza. 
Entrata a far parte della sezione Nuovi Progetti della casa editrice, si occupa della ristrutturazione di Quattrozampe, un mensile dedicato agli animali di cui diventa direttrice. 
Moltissimi i titoli che pubblica: tra i tanti, la trasposizione a fumetti del Mago di Oz, del Signore degli Anelli e della collina dei conigli, la collana Dentro l'Avventura affidata ad Ambrogio Fogar, la realizzazione di manuali per bambini con l'utilizzo di personaggi dei comics  (tra i quali Uomo Ragno e Braccio di Ferro). 
Nel 1989 viene insignita del premio Ravello, insieme tra gli altri a Giorgio Albertazzi, Ernesto Caffo, Cesare Marchi, Giorgio Saviane, tutti autori i cui lavori per l'infanzia furono pubblicati nel volume Favole per un anno, edito sempre da Rizzoli nello stesso anno.
Negli ultimi anni ha scritto un romanzo, che giace nel fondo di un cassetto.
Muore a Triuggio dopo una lunga malattia l'11 marzo 2012.
Il 2 novembre 2019 per decisione del Comune di Milano il suo nome viene iscritto sul marmo del Famedio tra i personaggi illustri che con la loro opera hanno onorato l’Italia.